# Xanthophytum minus
Xanthophytum minus är en måreväxtart som beskrevs av Axelius. Xanthophytum minus ingår i släktet Xanthophytum och familjen måreväxter. Inga underarter finns listade i Catalogue of Life.